# Teleperformance
Fundada em 1978 por Daniel Julien, a Teleperformance é uma empresa especializada em relacionamento multicanal ("omnichannel") com o cliente. Ela presta serviços de atendimento, suporte técnico, cobrança, soluções digitais, "back-office", entre outros.
A Teleperformance possui 410 mil colaboradores, em 88 países. A empresa realiza atendimentos em  265 idiomas e dialetos diferentes para uma ampla variedade de empresas globais, em vários setores. A Teleperformance atua em países como Reino Unido, Albânia, Brasil, Chile, Índia, Filipinas, China, Canadá, México, Colômbia, Noruega, Itália, Grécia, Portugal, Estados Unidos, Costa Rica, República Dominicana, Austrália, Holanda, Suriname, Egito, Rússia, Suécia, Alemanha e Polónia. A sede global da empresa fica em Paris, na França.
Em 2018, a Teleperformance recebeu da CNIL, Autoridade Francesa em Proteção de Dados, a aprovação BCR pelo processamento, controle e segurança na transação de dados, tornando-se a primeira empresa do setor a estar em conformidade com a proteção de dados na União Europeia.

## Números essências
O faturamento da empresa totalizou € 7,1 milhões em 2021.  Os seus serviços são prestados em mais de 265 línguas e dialetos, em nome de empresas em várias indústrias. Em abril de 2016, o valor de mercado da empresa era US$ 4,577 bilhões, com uma pontuação AGR de 94.

## Administração
Em Outubro de 2017, com a saída de Paulo César Salles Vasques, Daniel Julien permanece "executive chairman of the board" e também é nomeado pelo "board de diretores" como Group Chief Executive Officer.

## História

### 1978-1990
Daniel Julien criou a Teleperformance em Paris, em 1978. Em 1986, a Teleperformance estabeleceu as suas primeiras subsidiárias internacionais na Bélgica e na Itália. Cerca de 2 anos mais tarde, a Teleperformance lançou subsidiárias em outros mercados europeus: Espanha, Alemanha, Suécia e Reino Unido. Em 1990, a Teleperformance abriu os primeiros centros terceirizados de fidelidade e executa a 1.ª pesquisa de satisfação do cliente.

### 1991-2002
Em 1993, a Teleperformance EUA foi criada, iniciando as operações em centros de contacto nos Estados Unidos. Em 1996, foram desenvolvidos centros de contacto na região Ásia-Pacífico, com operações nas Filipinas e em Singapura. O grupo expandiu-se significativamente na Europa através de várias aquisições e "start-ups" de empresas na Suíça, Noruega, Dinamarca, Grécia, Espanha, Holanda e Finlândia.
De 1996 a 1998, a empresa trabalhou no desenvolvimento de contact centers na região entre a Ásia e o Pacífico, com operações nas Filipinas e Singapura. Expansão significativa na Europa com numerosas aquisições e abertura de empresas novas na Suíça, Noruega, Dinamarca, Grécia, Espanha, Holanda e Finlândia. Criação de outras subsidiárias no mercado europeu: Alemanha, Suécia e Reino Unido. A Teleperformance atua na vanguarda das atividades de aquisição de clientes para empresas de variados setores, tais como meios de comunicação e editoras. A Teleperformance desenvolve o 1.º estudo de impacto de publicidade no setor de bens de consumo.
De 1998 até 2002, ocorreu a fusão entre a Rochefortaise Communication e Teleperformance, que cria, 10 anos mais tarde, a SR Teleperformance, um novo grupo que faz a gestão de contact centers e se torna um fornecedor global de outsourcing. Desenvolvimento de soluções de suporte técnico pela SR Teleperformance. A rede Teleperformance cresce e passa a abranger na América do Sul a Argentina, o Brasil e o México.

### 2003-2013
Em 2003, a Teleperformance tornou-se a 2.ª maior terceirizadora de centros de contacto do mundo em termos de faturamento. A empresa passou a oferecer centros "off-shore" e serviços automatizados a empresas lidando com pressão de gastos. A Teleperformance lançou soluções de transformação de negócios direcionadas a centros de contacto internos.
Em 2005, o faturamento da Teleperformance ultrapassou a marca de 1 bilhão de euros, pela 1.ª vez. Em 2006, houve a aquisição da Teleperformance Rússia.
Em 2006, a Teleperformance EUA adquiriu o "callbcenter" da AOL em Ogden (Utah), com 400 funcionários. Esta transação representou o 23.º "call center" adquirido pela empresa até então. A Teleperformance continua a sua investida no Leste da Europa, com a aquisição da Teleperformance Rússia.
Em 2007, a Teleperformance torna-se a número um no mundo. O grupo adquire 100% das ações da Twenty4help, líder europeia em suporte técnico; da AllianceOne, empresa líder de gestão de cobrança nos EUA, e da Hispanic Teleservices Corp., uma provedora de serviços de contact centers sediada no México. Paralelamente, a Teleperformance reforça a sua liderança na França com a aquisição da TPH Services Telecoms e de diversas instalações da SFR.
Em 2008, as operações e a estratégia do grupo passaram a centralizar-se na administração sob responsabilidade de Daniel Julien e Jacques Berrebi. A Teleperformance adquiriu o grupo The Answer, uma prestadora de suporte técnico de alto nível ao mercado norte-americano.
Jacques Berrebi anunciou os seus planos de aposentadoria, em janeiro de 2008. Ele encerrou as suas funções operacionais em janeiro de 2009, mas manteve a sua relação com o Grupo Teleperformance Inc. como “Consultor Especial” para as atividades do grupo nos mercados das Américas e da região Ásia-Pacífico.
Em 2009, a empresa lançou a Teleperformance Platinum, uma estratégia para fornecer melhores níveis de experiência e serviço ao consumidor. Lançamento Teleperformance Platinum, produto para o mercado de segmento Premium.
Em 2010, a Teleperformance adquiriu a empresa escocesa ‘beCogent’, rival no ramo de terceirização de "call centers", por £ 35 milhões.
Em 2012, Jacques Berrebi, cofundador do Grupo Teleperformance com Daniel Julien, aposentou-se aos 70 anos de idade. O conselhou decidiu nomeá-lo “Presidente Emérito”. No mesmo ano, a Teleperformance abriu 5 polos multiculturais e multilíngues para atender à Europa e outros mercados. Em 2013, a Teleperformance possuía 6 centros de contacto na Tunísia. Em 2013, a Teleperformance adquiriu controle total da TLS Contact. Paulo César Salles Vasques foi anunciado como o novo diretor executivo do grupo e Daniel Julien permaneceu como presidente do conselho de administração.

### 2014-2017
Em 2014, a Teleperformance adquiriu a Aegis USA Inc., uma grande empresa de terceirização e tecnologia nos Estados Unidos, nas Filipinas e na Costa Rica. A transação foi aprovada por autoridades regulatórias.
De 2014 a 2016, a Teleperformance abriu 15 novos centros em todo o mundo. A lista inclui centros em várias partes do mundo: Estados Unidos, Canadá, Reino Unido, Indonésia, China, Filipinas, Guiana, Portugal, Colômbia, Suriname, Dubai, Albânia, Egito, Austrália  e Lituânia.
Em março de 2015, a empresa anunciou a inauguração de novas instalações "off-shore" em Paramaribo, Suriname. O centro de contacto multicanal oferece suporte em holandês a clientes do Benelux.
Em maio de 2016, a Teleperformance anunciou a inauguração de um centro de contacto na Austrália. O centro possui 300 estações de trabalho e localiza-se em Burwood (Victoria), a cerca de 16 quilómetros de Melbourne.
A empresa anunciou, em julho de 2016, os seus planos de expansão em Bristol (Tennessee), nos Estados Unidos, criando 500 empregos nos 5 anos seguintes.
Em agosto de 2016, a Teleperformance comprou por US$1,52 bilhão a LanguageLine Solutions LLC, sediada na Califórnia, da Abry Partners, empresa de capital privado sediada nos Estados Unidos.
Em Outubro de 2017, com a saída de Paulo César Salles Vasques, Daniel Julien permaneceu executive chairman of the board, e também é nomeado pelo Board de diretores como Group Chief Executive Officer.

## Certificações
A Teleperformance foi reconhecida pelo Programa Aon Hewit Best Employers™. A empresa obteve certificação em 10 países do mundo: China, Índia, Portugal, Albânia, Eslováquia, Ucrânia, Suíça, Chile, Egito e Líbano.
Em 14 de abril de 2016, a Teleperformance obteve a Certificação Enterprise-Wide da Verego. Todos os locais da Teleperformance, em todo o mundo, cumpriram os requisitos dos Padrões de Responsabilidade Social da Verego (Verego SRS) para habilitar a certificação total em Liderança, Ética, Pessoas, Comunidade e Meio Ambiente.

## Cultura corporativa
O Festival For Fun (FFF) é um dos vários projetos resultantes das reuniões mensais do CEO Vasques com um grupo de 500 funcionários, chamadas de “Fale com o Presidente”. O FFF é um tipo de "show" de talentos, no qual os funcionários da Teleperformance podem exibir suas habilidades mais artísticas. Desde que foi realizado pela primeira vez, o FFF transformou-se em um festival global, que ocorreu nas Filipinas em 2010 e no Brasil em 2011.

## Responsabilidade social
A Teleperformance organizou um evento para promover e apoiar jovens atletas portugueses em Lisboa, em julho de 2016.
A Teleperformance Philippines, em parceria com a Fundação Citizen of the World (COTW), braço da CSR, ajudou a realocar vítimas do tufão Ketsana, em 2009, criando a Vila Gawad Kalinga Teleperformance, em 2010. Em agosto de 2013, o novo vilarejo tinha 50 domicílios, além de um Centro de Saúde SIBOL e um Centro de Ensino de TI e mais. O 3.º aniversário da realocação ocorreu em 17 de agosto e foi chefiado pelo presidente da Teleperformance Ásia-Pacífico, David Rizzo, e outros. Em dezembro de 2014, a empresa concluiu a construção de novas casas para 100 famílias desalojadas no vilarejo em Tanay (Rizal).
No fim de 2015, a Teleperformance EUA fechou uma parceria com a Delete Blood Cancer DKMS, oferecendo o registo de doação de medula óssea a seus funcionários. Como consequência disso, cerca de 1400 funcionários fizeram seus registos nacionais de medula óssea.
Em 24 de novembro de 2014, a Teleperformance, em parceria com a Feed the Children, distribuiu alimentos e outros itens de necessidade básica para 400 famílias carentes na região de Fairborn (Ohio), nos Estados Unidos.
Em maio de 2016, todos os locais de trabalho da empresa no México se comprometeram a obter 100% de suas necessidades energéticas a partir de energia solar fotovoltaica. Este passo acabará por reduzir a pegada de carbono dos locais de trabalho em mais de 80% no México e em 9% no mundo todo.

## Tecnologia
Em 2016, a Teleperformance desenvolveu o e-Performance Hub, uma tecnologia que permite que a empresa atenda melhor às demandas de sua estratégia multicanal.
A Teleperformance recebeu uma patente norte-americana, em 5 de maio de 2015, por “processar pedidos telefónicos com segurança e eficácia” através de uma nova tecnologia chamada ESP™. Ela acelera a velocidade de entrada de dados confidenciais de clientes, enquanto garante simultaneamente o processo de captura de informação.
Em fevereiro de 2015, a Teleperformance anunciou a inauguração do 1.º centro de contacto virtual no Oriente Médio e na África. Localizada na Cidade da Internet de Dubai, as instalações serão um centro de contacto virtual, conectando clientes regionais, com base nos Emirados Árabes Unidos, e internacionais com o centro de contacto da Teleperformance Egito, no Cairo.
A Teleperformance foi parceira comercial no Projeto Sensei, desenvolvido em 2016 para prever as consequências da votação do “Brexit” no Reino Unido, utilizando mineração de dados de conversas em redes sociais.

## Premiações e Reconhecimento

#### 2009
- Melhores "Call Centers" para se trabalhar - Entre os melhores "call centers" terceirizados[55]

#### 2010
- 23.ª posição nas Melhores Empresas para Trabalhar em TI e Telecon [56]
- Consumidor Moderno - melhor na categoria TV por Assinatura (Sky)[57]

#### 2011
- As Melhores Empresas para Você Trabalhar da Você SA/Exame[58]
- 69.º lugar entre as 95 Melhores Empresas de TI e Telecom para trabalhar[59]
- CRM Magazine - The 2011 Service Leaders - Outsoursing.[60]
- Frost & Sullivan Award - "EMEA Company of the Year in the Contact Centre Outsourcing Market",[61] Product Differentiation Excellence, North America,[62] Customer Value Enhancement, Latin America [63]

2012
- Prémio Melhores na Gestão de Pessoas da AON Hewitt
- Melhores Empresas para Trabalhar da Great Place to Work |categoria Brasil
- Melhores Empresas para Trabalhar da Great Place to Work |categoria TI e Telecom
- Padrão de Qualidade em Relacionamento Multicanal - Melhor Gestão de Pessoas

2013
- Colombia Frost & Sullivan Award for Market Share Leadership[64]
- Prêmio Melhores na Gestão de Pessoas da AON Hewitt
- Melhores Empresas para Trabalhar da Great Place to Work |categoria Brasil
- Melhores Empresas para Trabalhar da Great Place to Work |categoria TI e Telecom
- Padrão de Qualidade em Relacionamento Multicanal - Melhor Gestão de Pessoas
- Padrão de Qualidade em Relacionamento Multicanal - Melhor Operação de Retenção e Fidelização
- Padrão de Qualidade em Relacionamento Multicanal - Melhor Gestão de Operações
- CRM Magazine Service Leader Winner – Outsourcing

2014
- As Melhores Empresas para Você Trabalhar da Você SA/Exame
- Prêmio Melhores na Gestão de Pessoas da AON Hewitt
- Melhores Empresas para Trabalhar da Great Place to Work |categoria Brasil
- Melhores Empresas para Trabalhar da Great Place to Work |categoria Tecnologia da Informação

#### 2015
- Premium Suppliers Coca-Cola FEMSA – categoria Ouro
- Prémio Consumidor Moderno de Excelência em Serviços ao Cliente – "Contact Center" do ano na categoria Grandes Operações
- Teleperformance foi reconhecida como uma das melhores empresas para seus funcionários no Brasil,[65] na República Dominicana, em El Salvador, na Índia,[66] no México [67] e em Portugal.[68][69]
- A empresa recebeu o Prémio Frost & Sullivan 2015 de Inovação e Liderança em Estratégia Competitiva na Europa.[70]

### 2016
- A Teleperformance estava entre as 50 empresas com as maiores capitalizações de mercado reconhecidas pela Forbes em 2016 e figurou entre as empresas mais confiáveis da Europa Ocidental.[71]
- A empresa ficou em 4.º lugar no "ranking" de “Melhores Locais de Trabalho” na Índia, em 2016.[72][73]
- Em junho de 2016, foi reconhecida pelo Instituto Great Place to Work como uma das 25 Melhores Empresas para seus funcionários na América Latina.[8]